# 휴 허드슨
휴 허드슨(Hugh Hudson, 1936년 8월 25일 ~ 2023년 2월 10일)은 영국의 영화 감독이었다. 그는 영화에서 성공하기 전에 다큐멘터리와 TV 광고 제작 경력을 시작한 영국 감독 세대 중 하나였다.
허드슨은 영국 영화 협회가 선정한 영국 영화 100편 목록에서 19위를 차지한 영화인 1981년 아카데미상과 BAFTA상 최우수 작품상인 불의 전차(Chariots of Fire)를 감독했다. 그는 런던에 본사를 둔 광고 대행사 사치 앤드 사치와 공동으로 제작한 1989년 영국항공의 얼굴 광고를 포함하여 영화를 제작하면서 계속해서 광고를 감독했다.

## 작품

### 다큐멘터리 영화
- 1995: 뤼미에르와 친구들

### 장편 영화
- 불의 전차
- 그레이스토크 (영화)
- 혁명 (1985년 영화)
- 꿈꾸는 아프리카